# Alberto Bolognetti
Alberto Bolognetti (né à Bologne, en Italie, le 8 juillet 1538, et mort à Villach le 17 mai 1585) est un cardinal italien du XVIe siècle.

## Repères biographiques
Alberto Bolognetti étudie à l'université de Bologne. Il est clerc à Bologne et professeur à Bologne et à Salerne. Le pape Grégoire XVIII l'appelle à Rome et il est nommé protonotaire apostolique en 1572, nonce apostolique dans le grand-duché de Toscane (en) en 1576 et dans la république de Venise en 1578.
Il est élu évêque de Massa Marittima en 1579 et nommé nonce apostolique en Pologne en 1581.
Le pape Grégoire XIII le crée cardinal lors du consistoire du 12 décembre 1583. Le cardinal Bolognetti participe au conclave de 1585 (élection de Sixte V). Il meurt à Villach au cours du voyage de retour à Pologne après le conclave.